# Leave My Kitten Alone
Leave My Kitten Alone è un brano musicale del 1959 scritto da Little Willie John, James 'Jay' McDougal e Titus Turner e cantato da Little Willie John.

## Il brano
Brano scritto da Little Willie John (pseudonimo di William Edgar John), James 'Jay' McDougal e Titus Turner, venne lanciato nel 1959 da Little Willie John (1937-1968), cantante rhythm & blues statunitense (pubblicato su King Records); sebbene oggi celebrato per l'interpretazione di altri artisti, rimane un successo minore del suo interprete originale.
La sua notorietà la deve soprattutto alla versione dei Beatles. Entrata a far parte del repertorio dal vivo nel 1961, venne da loro incisa agli Abbey Road Studios di Londra il 14 agosto 1964 (con la voce solista di John Lennon), durante la lavorazione del loro quarto album Beatles for Sale, nell'ultima seduta di registrazione prima della partenza del tour statunitense del 1964: vennero richiesti 75 minuti per effettuare cinque registrazioni, l'ultima delle quali fu ritenuta la migliore e sulla quale vennero effettuate alcune sovraincisioni. Il gruppo però non considerò il pezzo per l'album in gestazione né lo riprese in seguito per la sua pubblicazione.
Nell'estate del 1983 gli Abbey Road Studios furono teatro di audizioni di vecchie registrazioni dei Beatles, nella maggior parte versioni alternative di brani editi più appunto Leave My Kitten Alone; la EMI programmò così la realizzazione di Sessions, un album di registrazioni inedite in pubblicazione nel 1985 (con tanto di copertina; anche la Capitol Records aveva anche assegnato un numero di catalogo all'LP, B-5439). Nel frattempo parte di quelle versioni fece la sua prima apparizione su un paio di bootleg, The Beatles Live at Abbey Road e In Abbey Road. L'album Sessions non venne poi realizzato legalmente per il veto posto dai Beatles superstiti e dalla vedova Lennon, ma solo sotto forma di bootleg. La versione dei Beatles di questo brano venne pubblicata ufficialmente il 21 novembre 1995 nella raccolta Anthology 1.

## Altre versioni
- Elvis Costello (1995, dall'album Kojak Variety, etichetta Warner Bros.; ristampato nel 2004 su Rhino Records)
- The First Gear (1980, dall'album Pebbles Vol. 6, su etichetta BFD Records; ristampato su CD nel 1996 come English Freakbeat Vol. 6, su AIP Records)
- The Micragirls (2007, dall'album Feeling Dizzy, Honey?)